# Cent trenta-dos
El nombre 132 (CXXXII) és el nombre natural que segueix el nombre 131 i precedeix el nombre 133.
La seva representació binària és 10000100, la representació octal 204 i l'hexadecimal 84.
La seva factorització en nombres primers és 2²×3×11; altres factoritzacions són 1×132 = 2×66 = 3×44 = 4×33 =6×22 = 11×12.
És el nombre de Catalan d'ordre 6, el nombre harmònic d'ordre. Es pot representar com a la suma de sis nombres primers consecutius: 13 + 17 + 19 + 23 + 29 + 31 = 132; és un nombre 4-gairebé primer: 2×2×3×11 = 132.